# Viveka Linder
Viveka Linder, senast folkbokförd Vivika Hilda Ellen Skarstedt, född 13 oktober 1918 i Oscars församling i Stockholm, död 14 maj 1968 i Västerleds församling
 i Stockholm, var en svensk skådespelare. 

## Biografi
Viveka Linder var dotter till ryttmästaren Frans Linder och Marguerite Peyron. Efter dansstudier, dansaftnar i Stockholm och utlandet bedrev hon teaterstudier för bland andra Julia Håkansson och Gösta Ekman.  Hon debuterade på Vasateatern 1937 och var engagerad vid Malmö stadsteater, Skansenteatern och Riksteatern. Hon gjorde folkparksturnéer och var verksam som danslärare i Stockholm från 1957.
Linder var från 1940 gift med redaktören Torsten Quensel (1898–1971), 1956–1961 med juris doktor Lung Tien (1905–1999) och från 1961 med skådespelaren Georg Skarstedt (1900–1976). Hon är begravd på Skogskyrkogården i Stockholm.

## Filmografi
- 1934 – Sången till henne
- 1934 – Kungliga Johansson
- 1934 – Fasters millioner
- 1935 – Ungdom av idag
- 1935 – Under falsk flagg
- 1935 – Kanske en gentleman
- 1936 – Kungen kommer
- 1939 – Cirkus
- 1942 – Sol över Klara
- 1943 – Kungsgatan
- 1945 – Sten Stensson kommer till stan
- 1947 – Två kvinnor
- 1951 – Sköna Helena

## Teater

### Roller (ej komplett)
| År   | Roll               | Produktion                                | Regi             | Teater            |
| ---- | ------------------ | ----------------------------------------- | ---------------- | ----------------- |
| 1936 | Hedvig             | Vildanden Henrik Ibsen                    | Martha Lundholm  | Vasateatern       |
| 1937 | Eleonora           | Påsk August Strindberg                    | Johan Falck      | Vasateatern       |
| 1937 | Annie              | I kärlek BC Ladislaus Bus-Fekete          | Martha Lundholm  | Vasateatern       |
| 1944 |                    | En midsommarnattsdröm William Shakespeare | Sandro Malmquist | Malmö stadsteater |
| 1947 | Eliza Doolittle    | Pygmalion George Bernard Shaw             | John Westin      | Riksteatern       |
| 1949 | Myrtle Mae Simmons | Harvey Mary Chase                         | Martha Lundholm  | Vasateatern       |